# Bohumil Jauris
Bohumil Jauris (* 30. August 1933; † 1992) war ein tschechoslowakischer Eisschnellläufer.

## Werdegang
Jauris, der für den Slavia Prag startete, nahm von 1954 bis 1967 an internationalen Wettbewerben teil. Dabei kam er in der Saison 1954/55 bei der Mehrkampfeuropameisterschaft 1955 in Falun auf den 22. Platz und bei der Mehrkampfweltmeisterschaft 1955 in Moskau auf den 26. Rang im Großen Vierkampf. In der Saison 1955/56 belegte er bei der Mehrkampfweltmeisterschaft 1956 in Oslo den 17. Platz im Großen Vierkampf und bei den Olympischen Winterspielen 1956 in Cortina d’Ampezzo den 26. Platz über 10.000 m, den 17. Rang über 500 m sowie den 15. Platz über 1500 m. In den folgenden Jahren lief er bei der Mehrkampfweltmeisterschaft 1957 in Östersund auf den 21. Platz, bei der Mehrkampfweltmeisterschaft 1958 in Helsinki auf den 33. Rang und bei der Mehrkampfweltmeisterschaft 1961 in Göteborg auf den 29. Platz im Großen Vierkampf. Seine beste Platzierung bei tschechoslowakischen Mehrkampfmeisterschaften erreichte er in den Jahren 1954, 1956 und 1958 mit dem zweiten Platz.

## Erfolge

### Olympische Spiele
- 1956 Cortina d’Ampezzo: 15. Platz 1500 m, 17. Platz 500 m, 26. Platz 10.000 m

### Mehrkampf-Weltmeisterschaften
- 1955 Moskau: 26. Platz Großer Vierkampf
- 1956 Oslo: 17. Platz Großer Vierkampf
- 1957 Östersund: 21. Platz Großer Vierkampf
- 1958 Helsinki: 33. Platz Großer Vierkampf
- 1961 Göteborg: 29. Platz Großer Vierkampf

### Mehrkampf-Europameisterschaften
- 1955 Falun: 22. Platz Großer Vierkampf

## Persönliche Bestleistungen
| Disziplin | Zeit        | Datum             | Ort         |
| --------- | ----------- | ----------------- | ----------- |
| 500 m     | 42,8 s      | 28. Januar 1956   | Misurinasee |
| 1000 m    | 1:30,0 min  | 20. Dezember 1958 | Wien        |
| 1500 m    | 2:13,6 min  | 30. Januar 1956   | Misurinasee |
| 3000 m    | 4:59,3 min  | 20. Dezember 1958 | Wien        |
| 5000 m    | 8:35,1 min  | 12. Februar 1956  | Oslo        |
| 10.000 m  | 17:00,8 min | 20. Januar 1955   | Almaty      |